# ديفيد رودريغيز
ديفيد رودريغيز (بالإنجليزية: David Rodriguez)‏ هو كاتب سيناريو ومغن ومؤلف وشاعر وممثل أمريكي، ولد في 1952 في الولايات المتحدة، وتوفي في 26 أكتوبر 2015 في مملكة هولندا.

## وصلات خارجية
- ديفيد رودريغيز على موقع IMDb (الإنجليزية)
- ديفيد رودريغيز على موقع ألو سيني (الفرنسية)
- ديفيد رودريغيز على موقع ميوزك برينز (الإنجليزية)
- ديفيد رودريغيز على موقع أول موفي (الإنجليزية)
- ديفيد رودريغيز على موقع أول موفي (الإنجليزية)
- ديفيد رودريغيز على موقع أول ميوزيك (الإنجليزية)
- ديفيد رودريغيز على موقع ديسكوغز (الإنجليزية)
- ديفيد رودريغيز على موقع قاعدة بيانات الفيلم (الإنجليزية)
- ديفيد رودريغيز على موقع كينوبويسك (الروسية)